# أبو الهيجاء السمين حسام الدين
حسام الدين أبو الهيجاء المعروف بالسمين والهذباني، كان قائدًا عسكريًا كرديًا وأرستقراطيًا في خدمة الدولة الأيوبية. كان قائد فوج الصلاحيات التابع لصلاح الدين وشخصية بارزة في الحملة الصليبية الثالثة.
لعب حسام الدين دورًا هامًّا في حرب صلاح الدين ضد الصليبيين وفتح بلاد الشام والجزيرة. كما ساعد الأفضل في صراعه على السلطة ضد أقاربه.

## الحياة المُبكرة
وُلد حسام الدين أبو الهيجاء في أربيل، وهو كردي ينحدر من القبيلة الهذبانية. لكن حسب ابن الأثير كان من عشيرة الحكمي، التي تنتمي إلى قبيلة الهذبانية. كان يُعرف بأبي الهيجاء والسمين بسبب سمنته غير العادية. على الرغم من أن الدهون يجب أن تُقرأ كدليل على الصحة الجيدة.

## الشخصية والمظهر
كان أبو الهيجاء يلقب بـ "السمين" بسبب سمنته المفرطة. لا بد أنه كان رجلًا لا يرحم، لكن كل المصادر تشيد بشجاعته. كان قائدًا يحظى بثقة صلاح الدين بشكل كبير.

## المسيرة العسكرية

### الخدمة الزنكية والأيوبية
كان أبو الهيجاء قائد فيلق المهرانية الكردي، ورئيس قبيلة الهذبانية. وكان في خدمة الزنكيين والأيوبيين في عام 1171. وفي سنة 1174م منحه صلاح الدين إقطاعية في صعيد مصر. في عام 1182 عُين حاكمًا لنصيبين حتى عام 1189. كان قائد حامية الأيوبيين في حصار عكا من آب 1189 إلى 1191. بعد وفاة صلاح الدين الأيوبي عام 1193م، شارك أبو الهيجاء في الصراع الداخلي على السلطة الأيوبية. انحاز في البداية إلى العزيز عثمان، لكنه انشق إلى جانب الأفضل في 10 أيلول 1195. كافأه الأفضل بولاية بيت المقدس. ولكن عندما استعاد العزيز عثمان القدس في 13 تموز 1196م وجرّد أبا الهيجا السمين من ولاية القدس وعيّن شمس الدين سنجر الكبير. أُرسل أبو الهيجاء إلى المنفى، تاركًا الأيوبيين، وذهب إلى العراق لطلب الخدمة لدى الخلافة العباسية.

### الخدمة العباسية
وبعد نفيه من العزيز عثمان سنة 1196م ذهب إلى الموصل وأقام هناك سنتين. وبعد ذلك ذهب إلى الخليفة في بغداد وتولى قيادة الجيش. أرسله الخليفة ضد حاكم أتابك الأذر، مظفر الدين الأزبكي، الذي كان في ذلك الوقت يحتل همدان. ورغم سمنته، أظهر أبو الهيجاء الكثير من الطاقة على هذه الأرض الجديدة، وتمكن من القبض على الأزبكي ورفاقه. لقد انزعج الخليفة من أساليبه القسرية وأمره بالعودة.

## الوفاة والإرث
وبعد حملته ضد أتابكة الأذر، توفي في داقوق عام 1197، أثناء توجهه إلى مسقط رأسه أربيل.
وبسبب سمنته وشجاعته الشديدة، كانت الأوعية الكبيرة الحجم المصنوعة في بغداد تُسمى أبو الهيجاء تكريمًا له.
وقد سميت مستوطنة كوكب أبو الهيجاء التي أسسها أقاربه في فلسطين باسمه.